# Archeolarca guadalupensis
Archeolarca guadalupensis es una especie de arácnido del orden Pseudoscorpionida de la familia Larcidae.

## Distribución geográfica
Se encuentra en Texas (Estados Unidos).